# (4035) Thestor
(4035) Thestor – planetoida z grupy Trojańczyków Jowisza (obóz grecki) okrążająca Słońce w ciągu 12 lat i 51 dni w średniej odległości 5,28 j.a. Została odkryta 22 listopada 1986 roku w obserwatorium w Toyota przez Kenzō Suzukiego i Takeshiego Uratę. Nazwa planetoidy pochodzi z mitologii greckiej od Testora – wnuczka Apollina i ojca Kalchasa.